# Malacanthura truncata
Malacanthura truncata là một loài chân đều trong họ Anthuridae. Loài này được Hansen miêu tả khoa học năm 1916.